# Uppståndelseägg

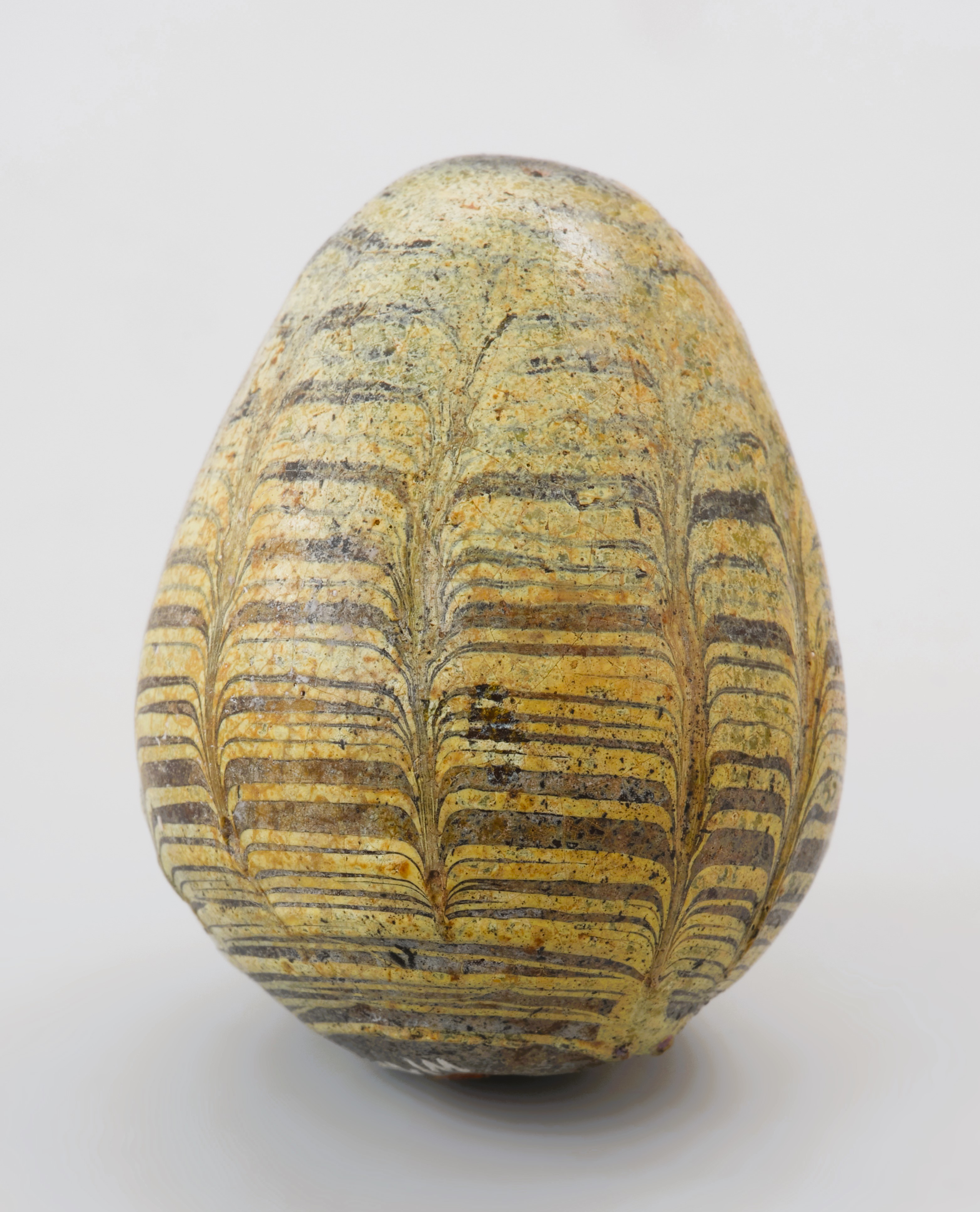
Uppståndelseägg från Cedynia i dagens Polen. Fyndet gjordes vid fotändan i ett barns grav.

Uppståndelseägg eller Kievägg, på flera slaviska språk pisanki, är äggformade keramikföremål av medeltida slaviskt ursprung. Äggen är glaserade och målade i dekorativa mönster. Arkeologiska fynd har gjorts främst i det forna Kievrus och i Polen, men också i Rumänien, Bulgarien, Sverige och Tyskland. Dessa fynd har daterats från 900-tal till 1200-tal, men de tidigaste dateringarna anses osäkra. Uppståndelseäggen har förknippats med äggets roll som kristen symbol för Jesu uppståndelse.

## Utseende och form

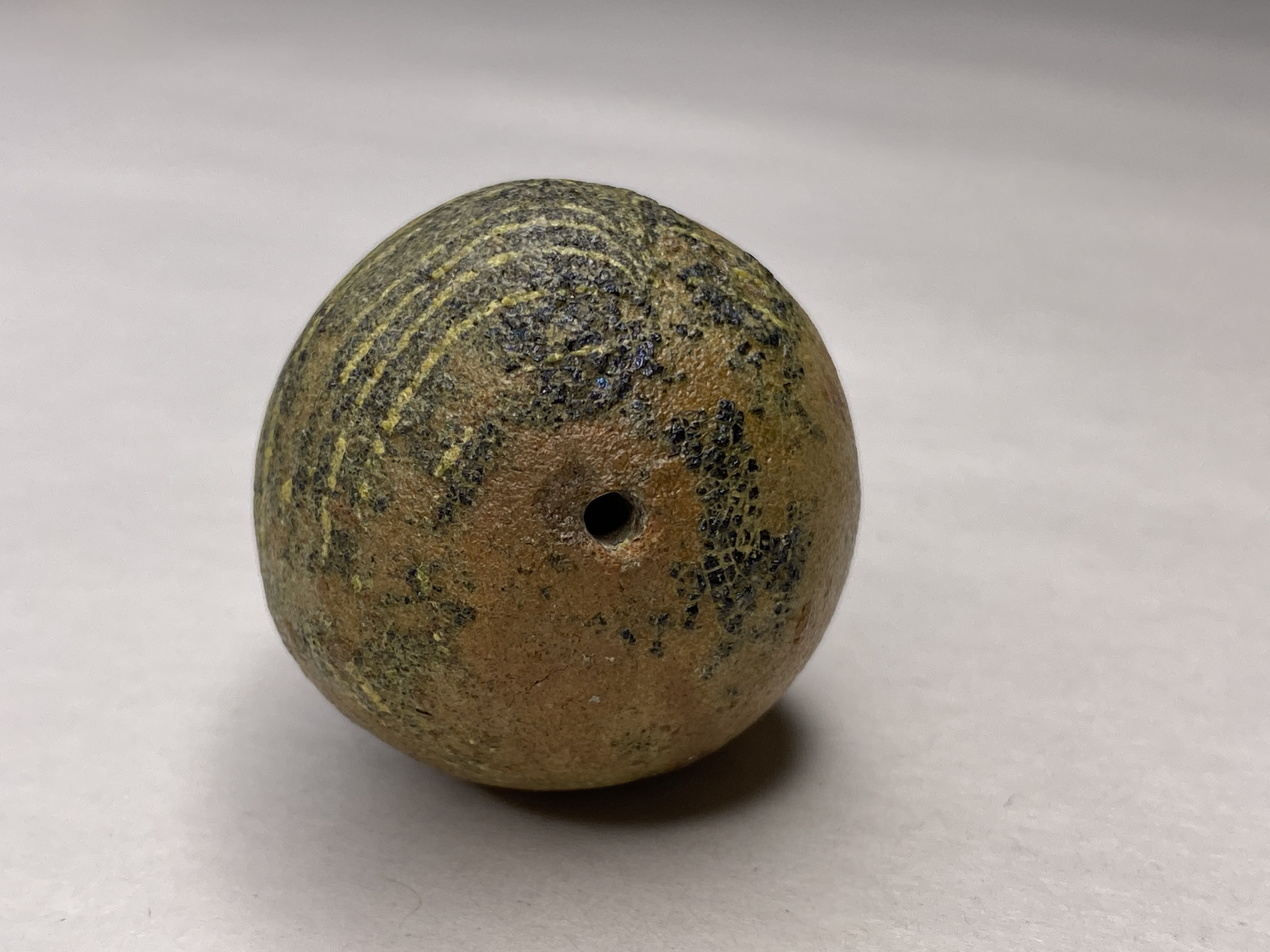
Fynd från Rone socken på Gotland med hål i båda ändar. På bilden ses den trubbiga ändan.

Storleken varierar från något mindre än moderna hönsägg till ankäggs storlek. Publicerade mått anger diameter mellan 27 mm och 37 mm och höjden från 35 mm till 50 mm. Uppståndelseäggen är ihåliga och har ofta ett löst skramlande föremål inuti, exempelvis en sten eller en kula av bränd lera. I den trubbiga ändan finns runt hål, på vissa exemplar även i den spetsiga ändan.
Mönstren består av en ljus dekorfärg, ofta gul, på en brun eller grön grundglasyr. Den geometriska formen har beskrivits som ormbunksmönster eller vågklamrar. Den ljusa slingan har applicerats i en spiralform och sedan har ett spetsigt vertyg dragits från topp till botten eller vice versa för att bilda klammermönstret. Liknande vågklammermönster förekommer i antikt och orientaliskt glashantverk.

## Funktion och symbolik
Tidiga behandlingar av symboliken tog fasta på fynd i gravar. Dessa författare kopplade samman uppståndelseäggen med förkristna traditioner som involverade ägg. De många fynden från städer under 1200-talet, efter kristendomens breda genomslag, tyder dock på att äggen, åtminstone med tiden, fick en ren kristen symbolik. Ägget är inom kristendomen en symbol för nytt liv, både för den spirande våren med allt liv som vaknar, såväl som Kristi uppståndelse. Målade hönsägg som symbol för uppståndelsen spreds från det ortodoxt kristna Bysans och det är troligt att uppståndelseäggen anknöt till den traditionen.
Eftersom äggen skallrar har det föreslagits att de skulle ha använts för att alstra ljud vid ritualer eller ceremonier. Äldre forskning har föreslagit att de skulle vara leksaker, men senare forskare har förkastat den tolkningen.

## Fyndplatser

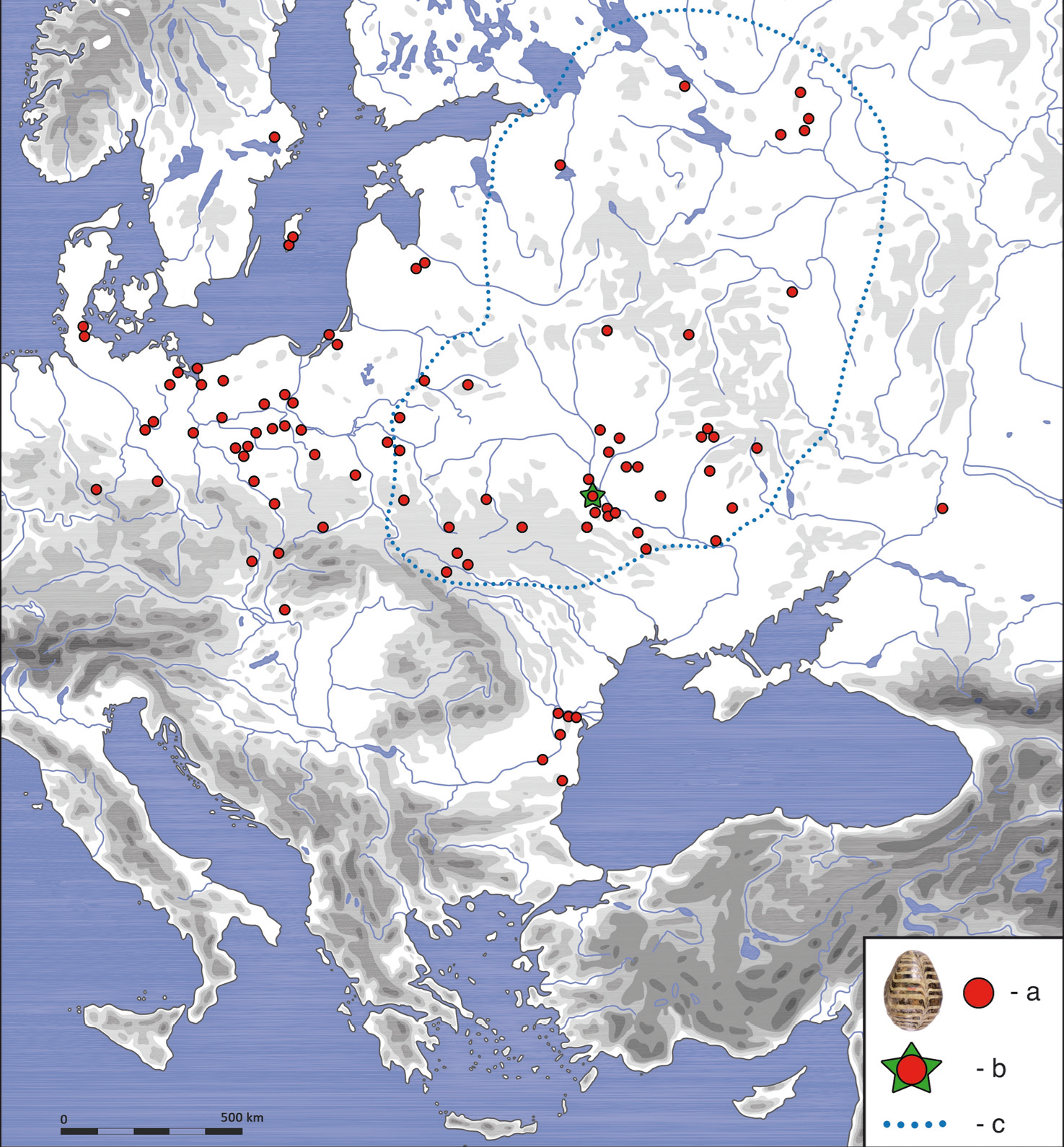
Fyndplatser i Europa enligt Szmoniewski och Stănică (2023). a – fyndplats, b – Kiev, c – ungefärliga gränser för Kievrus.

Någon fullständig inventering av fynd har inte gjorts, men de sammanställningar som finns pekar på minst 70 fynd i det forna Rus och minst 87 inom det västslaviska området med tyngdpunkt i Schlesien i det moderna Polen. Fynden från Kievrus är spridda över hela riket, men med koncentration till dagens Ukraina. Dessutom har ett stort antal fynd, minst 29 stycken, gjorts i den ryska staden Novgorod.
Det tredje viktigaste fyndområdet är vid Svarta havet och Donaudeltat i Rumänien och Bulgarien där totalt tio fynd av glaserade ägg och ett utan glasyr har gjorts i Dobrudzja och Varna. Dessutom finns fynd i Sverige, Tyskland och Baltikum rapporterade.
De flesta svenska fynden, sju fragment och fyra kompletta ägg, har gjorts i Sigtuna. Utöver dessa är tre fynd på södra Gotland de enda i Sverige. Från övriga Norden finns endast två fynd i Schleswig, som under medeltiden var ett danskt landskap.

## Tillverkningsplatser

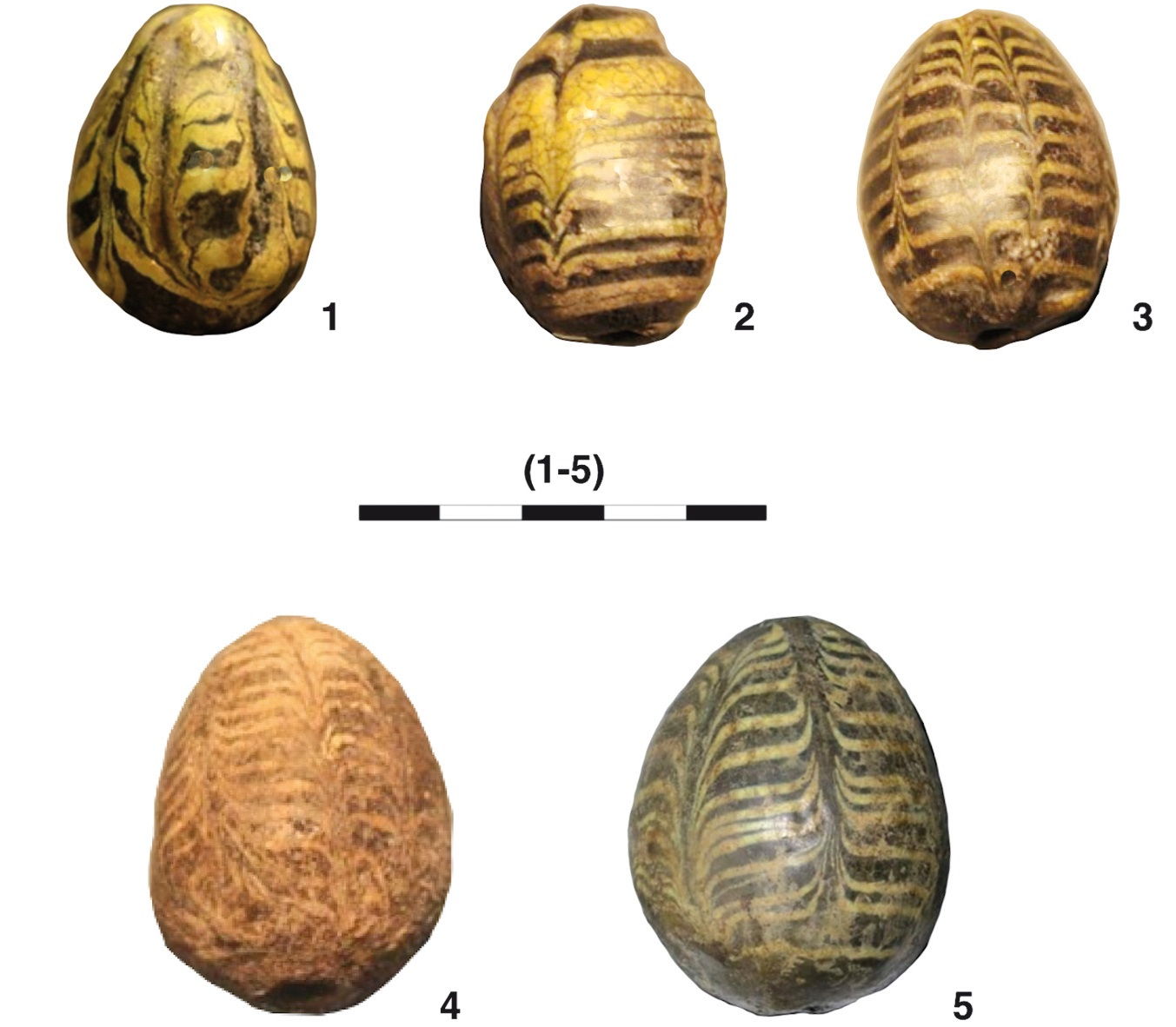
Exempel på fynd av uppståndelseägg från Kiev.

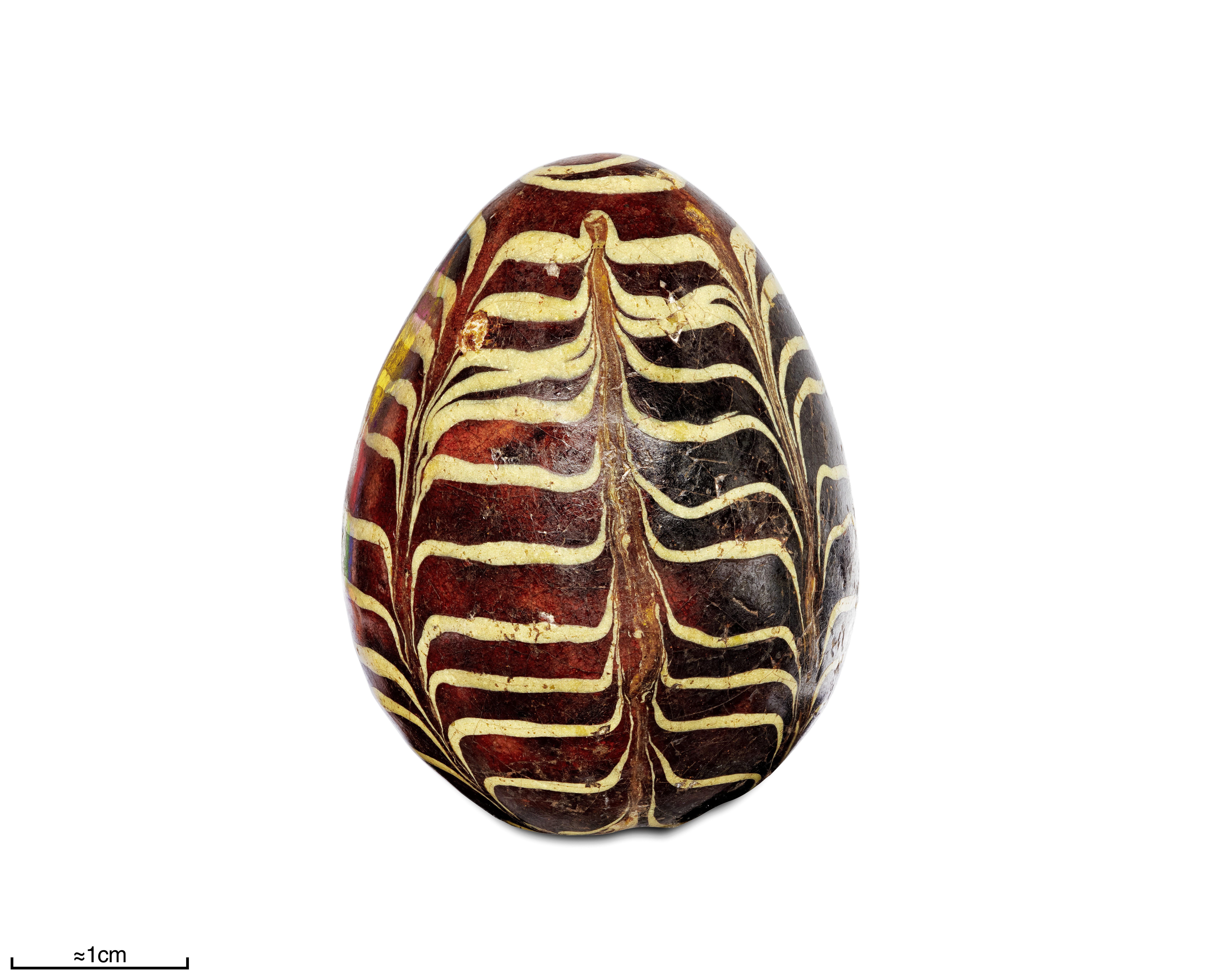
Uppståndelseägg från Sigtuna, påträffat 1929 på tomten kvarteret Ödåker 4.

Var dessa ägg har tillverkats är en delvis öppen fråga. Att tillverkning skett inom Kievrus är okontroversiellt, givet de många fynden inom dess gränser. Området kring Kiev har angetts som den mest troliga tillverkningsplatsen, med paralleller till samtida tillverkning av kakel. Den stora koncentrationen av fynd i Novgorod har lett vissa forskare att föreslå att tillverkning skett där. Polska forskare har föreslagit att de många fynden i det västslaviska området beror på att imitationer tillverkats lokalt.
En förhoppning är att kemiska analyser av lergods och glasyr ska kunna bringa bättre klarhet i äggens ursprung. År 2024 var endast en sådan studie känd, med fokus på fynden från Sigtuna, men den inkluderade även prover från Kievområdet samt Wrocław och Opole i Polen. Två av de fynd från Sigtuna som analyserades visade sig vara tillverkade av lera från Kievområdet, för övriga kunde inte ursprunget bestämmas utifrån materialet. Av de polska fynd som analyserades fanns de tillverkade från lokalt förekommande lera och de som var gjorda av lera från Kiev. Materialet är för litet för att dra säkra slutsatser, men resultaten ger visst stöd för Kiev som tillverkningsplats, liksom möjligheten med tidig polsk produktion.

## Benämning
Benämningen "uppståndelseägg" förekommer i titeln på en artikel av Holger Arbman från 1946 och har sedan dess varit den gängse benämningen på svenska. Även tidigare publiceringar på svenska har satt äggen i samband med uppståndelsemyter. På tyska kallas föremålen för Auferstehungseier eller Kiewer Ostereier.
Den slaviska benämningen pisanki (i singularis pisanka) syftar på den påmålade dekoren. Ordet kan också beteckna traditionellt målade påskägg. I polsk litteratur förekommer det mer precisa pisanek-grzechotek, bemålade äggskallror. I modern engelskspråkig forskningslitteratur förekommer glazed egg-shaped rattles.